# Nyctiophylax flavus
Nyctiophylax flavus là một loài Trichoptera trong họ Polycentropodidae. Chúng phân bố ở miền Australasia.